# 2006-os Formula–1 olasz nagydíj
Az olasz nagydíj volt a 2006-os Formula–1 világbajnokság tizenötödik futama, amelyet 2006. szeptember 10-én rendezték meg az olasz Autodromo Nazionale Monzán, Monzában.

## Pénteki versenyzők
| Csapat/Motor        | Versenyző        |
| ------------------- | ---------------- |
| Williams-Cosworth   | Alexander Wurz   |
| Honda               | Anthony Davidson |
| Red Bull-Ferrari    | Robert Doornbos  |
| BMW Sauber          | Sebastian Vettel |
| Spyker MF1-Toyota   | Giorgio Mondini  |
| Toro Rosso-Cosworth | Neel Jani        |
| Super Aguri-Honda   | Franck Montagny  |

## Időmérő edzés
A pole-pozíciót Kimi Räikkönen szerezte meg 1.21.484-es idővel. A második helyen Michael Schumacher végzett, míg Nick Heidfeld a harmadik rajtkockából indulhatott.

| Helyezés | Versenyző            | Csapat/Motor        | 1. rész  | 2. rész  | 3. rész  |
| -------- | -------------------- | ------------------- | -------- | -------- | -------- |
| 1        | Kimi Räikkönen       | McLaren-Mercedes    | 1:21.994 | 1:21.349 | 1:21.484 |
| 2        | Michael Schumacher   | Ferrari             | 1:21.711 | 1:21.353 | 1:21.486 |
| 3        | Nick Heidfeld        | BMW Sauber          | 1:21.764 | 1:21.425 | 1:21.653 |
| 4        | Felipe Massa         | Ferrari             | 1:22.028 | 1:21.225 | 1:21.704 |
| 5        | Jenson Button        | Honda               | 1:22.512 | 1:21.572 | 1:22.011 |
| 6        | Robert Kubica        | BMW Sauber          | 1:22.437 | 1:21.270 | 1:22.258 |
| 7        | Pedro de la Rosa     | McLaren-Mercedes    | 1:22.422 | 1:21.878 | 1:22.280 |
| 8        | Rubens Barrichello   | Honda               | 1:22.640 | 1:21.688 | 1:22.787 |
| 9        | Giancarlo Fisichella | Renault             | 1:22.486 | 1:21.722 | 1:23.175 |
| 10       | Fernando Alonso*     | Renault             | 1:21.747 | 1:21.526 | 1:25.688 |
| 11       | Jarno Trulli         | Toyota              | 1:22.093 | 1:21.924 |          |
| 12       | Nico Rosberg         | Williams-Cosworth   | 1:22.581 | 1:22.203 |          |
| 13       | Ralf Schumacher      | Toyota              | 1:22.622 | 1:22.280 |          |
| 14       | David Coulthard      | Red Bull-Ferrari    | 1:22.618 | 1:22.589 |          |
| 15       | Scott Speed          | Toro Rosso-Cosworth | 1:22.943 | 1:23.165 |          |
| 16       | Christian Klien      | Red Bull-Ferrari    | 1:22.898 |          |          |
| 17       | Vitantonio Liuzzi    | Toro Rosso-Cosworth | 1:23.043 |          |          |
| 18       | Christijan Albers    | Spyker MF1-Toyota   | 1:23.116 |          |          |
| 19       | Mark Webber          | Williams-Cosworth   | 1:23.341 |          |          |
| 20       | Tiago Monteiro       | Spyker MF1-Toyota   | 1:23.920 |          |          |
| 21       | Szató Takuma         | Super Aguri-Honda   | 1:24.289 |          |          |
| 22       | Jamamoto Szakon      | Super Aguri-Honda   | 1:26.001 |          |          |

* Fernando Alonsónak az időmérő edzés harmadik részében 1:21.829-es időt ért el, amellyel az ötödik helyre kvalifikálta magát, de az ebben a szakaszban elért három leggyorsabb körét törölték, mert feltartotta az utolsó gyorskörét autózó Felipe Massát.

## Futam

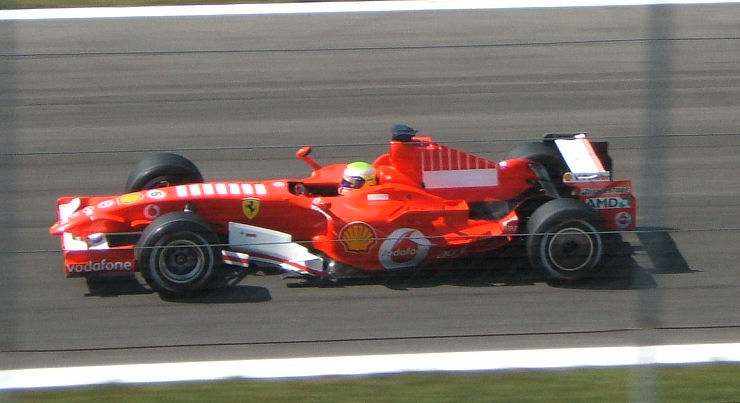
Massa az olasz nagydíjon

Schumacher az első boxkiállásoknál megelőzte a pole-ból induló finnt. Alonso jól kapta el a rajtot, és nem sokkal a verseny vége előtt már dobogós helyen autózott. Ekkor azonban motorhiba miatt kiállni kényszerült. A mögötte autózó Massa nem tudta kikerülni a lassuló spanyolt és autójának az első kereke tönkrement, ami miatt ki kellett állnia a boxba, végül a kilencedik lett. Schumacher nyert, Räikkönen második, az újonc Robert Kubica harmadik lett a versenyen. A további pontszerzők Fisichella, Button, Barrichello, Trulli és Nick Heidfeld lettek. Michael Schumacher a verseny után bejelentette, hogy az év végén visszavonul a Formula–1-ből. Helyére 2007-re Räikkönen érkezett a Ferrarihoz, aki a versenyen megfutotta a leggyorsabb kört is, 1:22,559.
A futam után Schumacher 2 pontra csökkentette hátrányát Alonsóval szemben.
| Helyezés | Rajtszám | Versenyző            | Csapat/Motor        | Futott kör | Idő/Kiesés oka | Rajthely | Pont |
| -------- | -------- | -------------------- | ------------------- | ---------- | -------------- | -------- | ---- |
| 1        | 5        | Michael Schumacher   | Ferrari             | 53         | 1h14:51.975    | 2        | 10   |
| 2        | 3        | Kimi Räikkönen       | McLaren-Mercedes    | 53         | + 8.046        | 1        | 8    |
| 3        | 17       | Robert Kubica        | BMW Sauber          | 53         | + 26.414       | 6        | 6    |
| 4        | 2        | Giancarlo Fisichella | Renault             | 53         | + 32.045       | 9        | 5    |
| 5        | 12       | Jenson Button        | Honda               | 53         | + 32.685       | 5        | 4    |
| 6        | 11       | Rubens Barrichello   | Honda               | 53         | + 42.409       | 8        | 3    |
| 7        | 8        | Jarno Trulli         | Toyota              | 53         | + 44.662       | 11       | 2    |
| 8        | 16       | Nick Heidfeld        | BMW Sauber          | 53         | + 45.309       | 3        | 1    |
| 9        | 6        | Felipe Massa         | Ferrari             | 53         | + 45.995       | 4        |      |
| 10       | 9        | Mark Webber          | Williams-Cosworth   | 53         | + 1:10.602     | 19       |      |
| 11       | 15       | Christian Klien      | Red Bull-Ferrari    | 52         | + 1 kör        | 16       |      |
| 12       | 14       | David Coulthard      | Red Bull-Ferrari    | 52         | + 1 kör        | 14       |      |
| 13       | 21       | Scott Speed          | Toro Rosso-Cosworth | 52         | + 1 kör        | 15       |      |
| 14       | 20       | Vitantonio Liuzzi    | Toro Rosso-Cosworth | 52         | + 1 kör        | 17       |      |
| 15       | 7        | Ralf Schumacher      | Toyota              | 52         | + 1 kör        | 13       |      |
| 16       | 22       | Szató Takuma         | Super Aguri-Honda   | 51         | + 2 kör        | 21       |      |
| 17       | 19       | Christijan Albers    | Spyker MF1-Toyota   | 51         | + 2 kör        | 18       |      |
| Ki       | 18       | Tiago Monteiro       | Spyker MF1-Toyota   | 44         | Fékhiba        | 20       |      |
| Ki       | 1        | Fernando Alonso      | Renault             | 43         | Motorhiba      | 10       |      |
| Ki       | 4        | Pedro de la Rosa     | McLaren-Mercedes    | 20         | Motorhiba      | 7        |      |
| Ki       | 23       | Jamamoto Szakon      | Super Aguri-Honda   | 18         | Hidraulika     | 22       |      |
| Ki       | 10       | Nico Rosberg         | Williams-Cosworth   | 9          | Kardántengely  | 12       |      |

## A világbajnokság élmezőnyének állása a verseny után
| H | Versenyzők           | Pont | H | Konstruktőrök    | Pont |
| - | -------------------- | ---- | - | ---------------- | ---- |
| 1 | Fernando Alonso      | 108  | 1 | Ferrari          | 168  |
| 2 | Michael Schumacher   | 106  | 2 | Renault          | 165  |
| 3 | Felipe Massa         | 62   | 3 | McLaren-Mercedes | 97   |
| 4 | Giancarlo Fisichella | 57   | 4 | Honda            | 65   |
| 5 | Kimi Räikkönen       | 57   | 5 | BMW Sauber       | 33   |

## Statisztikák
Vezető helyen:
- Kimi Räikkönen: 14 (1-14)
- Michael Schumacher: 34 (15-17 / 23-53)
- Robert Kubica: 5 (18-23)

Michael Schumacher 90. (R) győzelme, Kimi Räikkönen 16. pole-pozíciója, 11. leggyorsabb köre.
- Ferrari 190. győzelme.
- Michael Schumacher ezen a versenyen jelentette be hogy visszavonul.
- Robert Kubica első dobogós helyezése, ezzel ő lett az első kelet-európai versenyző, aki dobogóra állhatott.